# Carludovica drudei
Carludovica drudei är en enhjärtbladig växtart som beskrevs av Maxwell Tylden Masters. Carludovica drudei ingår i släktet Carludovica och familjen Cyclanthaceae. Inga underarter finns listade.

## Bildgalleri

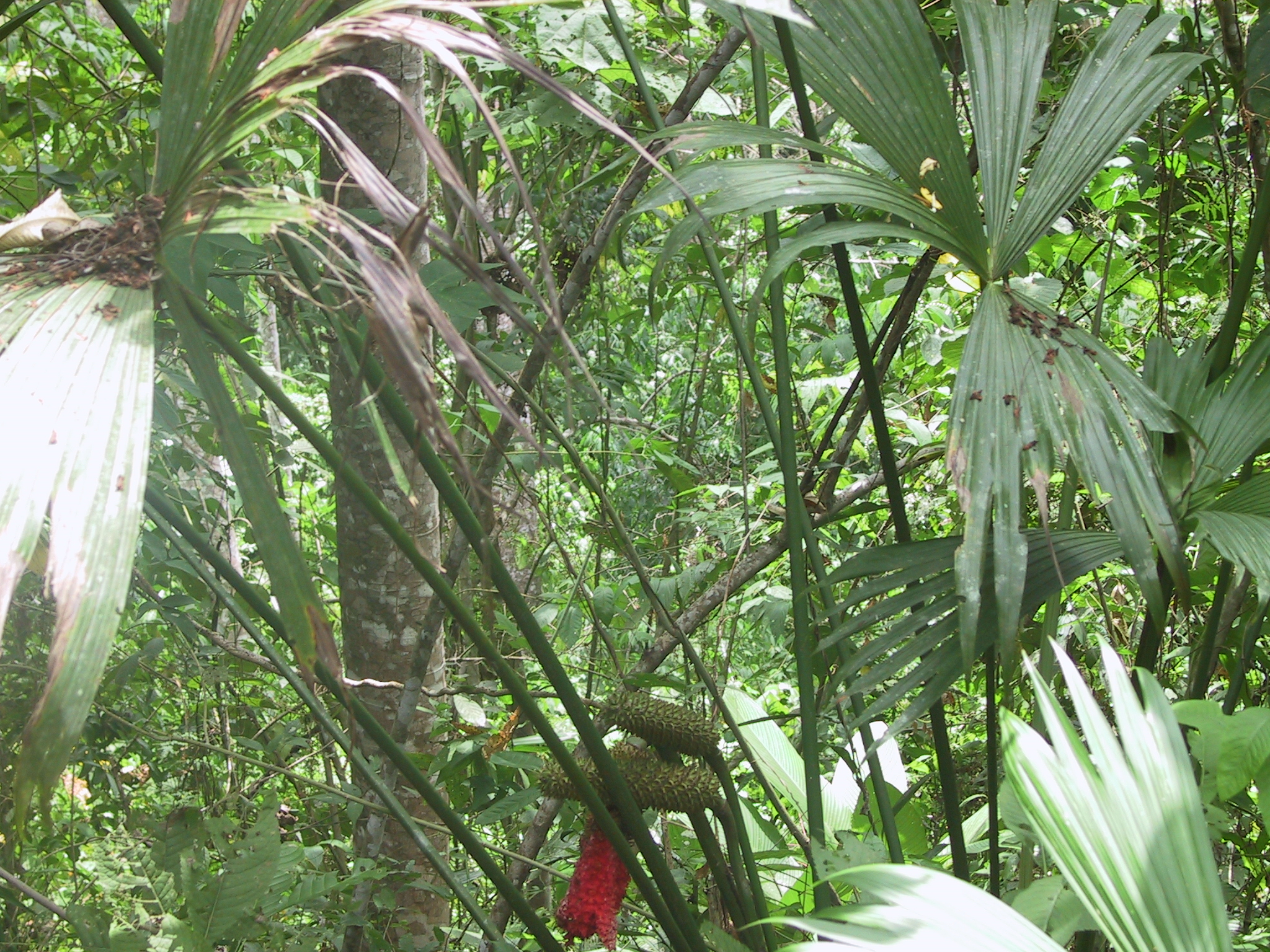
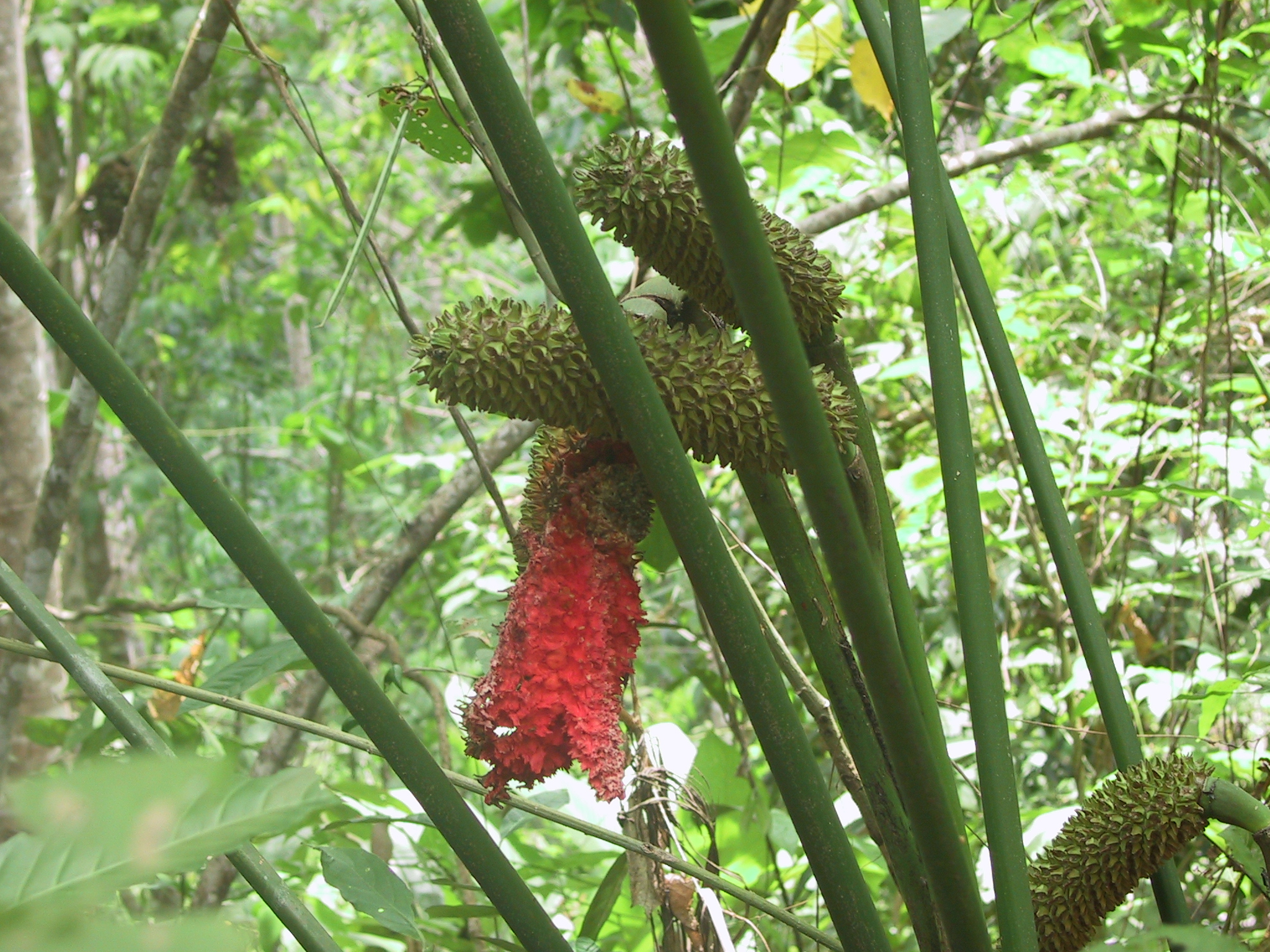